# Сесано дел Молизе
Сеса̀но дел Молѝзе (на италиански: Sessano del Molise) е село и община в Централна Италия, провинция Изерния, регион Молизе. Разположено е на 796 m надморска височина. Населението на общината е 763 души (към 2010 г.).